# Fever Season
Fever Season – siódmy minialbum południowokoreańskiej grupy GFriend, wydany 1 lipca 2019 roku przez wytwórnię Source Music i dystrybuowany przez Kakao M. Głównym singlem jest „Fever” (kor. 열대야 (Fever)). Sprzedał się w nakładzie 82 389 egzemplarzy w Korei Południowej (stan na grudzień 2019).

## Wydanie fizyczne
Minialbum Fever Season został wydany w trzech wersjach fizycznych: „Yeol” (熱(열)), „Dae” (帶(대)) i „Ya”(夜(야)).

## Lista utworów
| CD | CD                                                         | CD                                                 | CD                                      | CD                           | CD      |
| Nr | Tytuł utworu                                               | Tekst                                              | Kompozycja                              | Aranżacja                    | Długość |
| -- | ---------------------------------------------------------- | -------------------------------------------------- | --------------------------------------- | ---------------------------- | ------- |
| 1. | „Yeoldaeya (Fever)” (kor. 열대야 (Fever))                  | Igi (Oreo), Cino (Oreo), Ung Kim (Oreo)            | Igi (Oreo), Cino (Oreo), Ung Kim (Oreo) | Cino (Oreo), Ung Kim (Oreo)  | 3:34    |
| 2. | „Mr. Blue”                                                 | 13                                                 | 13                                      | 13                           | 3:17    |
| 3. | „Joheun Mal Hal Ttae (Smile)” (kor. 좋은 말 할 때 (Smile)) | Noh Ju-hwan                                        | Roh Ju-hwan and Lee Won-jong            | Roh Ju-hwan and Lee Won-jong | 3:15    |
| 4. | „Bara (Wish)” (kor. 바라 (Wish))                           | MosPick                                            | MosPick                                 | MosPick                      | 3:16    |
| 5. | „Paradise”                                                 | Islan                                              | Jeong Ho-hyun (e.one)                   | Jeong Ho-hyun (e.one)        | 3:14    |
| 6. | „Gidae (Hope)” (kor. 기대 (Hope))                          | Sowon, Yerin, Eunha, Yuju, SinB, Umji, Wonjong Lee | Wonjong Lee                             | Wonjong Lee                  | 3:28    |
| 7. | „FLOWER” (Korean Ver.)                                     | 13                                                 | 13                                      | 13                           | 3:37    |
| 8. | „Yeoldaeya (Fever)” (Inst.)                                |                                                    | Igi (Oreo), Cino (Oreo), Ung Kim (Oreo) | Cino (Oreo), Ung Kim (Oreo)  | 3:34    |

## Notowania
| Lista                   | Pozycja |
| ----------------------- | ------- |
| Gaon Weekly Album Chart | 1       |
| Five Music (Tajwan)     | 2       |
| Billboard World Albums  | 10      |

## Nagrody w programach muzycznych
| Program                   | Data          | Źródło |
| ------------------------- | ------------- | ------ |
| The Show (SBS MTV)        | 9 lipca 2019  | [ 7 ]  |
| Show Champion (MBC Music) | 10 lipca 2019 | [ 8 ]  |
| M Countdown (Mnet)        | 11 lipca 2019 | [ 9 ]  |
| Music Bank (KBS2)         | 12 lipca 2019 | [ 10 ] |
| Show! Music Core (MBC)    | 13 lipca 2019 | [ 10 ] |
| Inkigayo (SBS)            | 14 lipca 2019 | [ 10 ] |